# Dolmen von Assier
Die Dolmen von Assier, die zu den Dolmen des Midi gehören, liegen bei Assier im Département Lot in der Region Okzitanien in Südfrankreich. Dolmen ist in Frankreich der Oberbegriff für Megalithanlagen aller Art (siehe: Französische Nomenklatur).

## Bois des Boeufs
Der Dolmen im Bois des Boeufs (deutsch Ochsenwald) ist noch fast vollständig von seinem etwa 20,0 m messenden Rundhügel bedeckt. Nur der 3,7 m lange, 2,6 m breite und 0,3 m dicke, etwa 8 Tonnen wiegende Deckstein ragt aus der Oberfläche des Tumulus. Dieser Stein ruht auf zwei etwa 3,0 m langen und 0,6 m hohen Orthostaten. Die Kammer ist etwa 4,0 m lang und 1,5 m breit und öffnet sich nach Osten. Er ist seit 1889 ein historisches Denkmal.
Lage: 44° 40′ 37″ N, 1° 51′ 20″ O

Bois des Boeufs
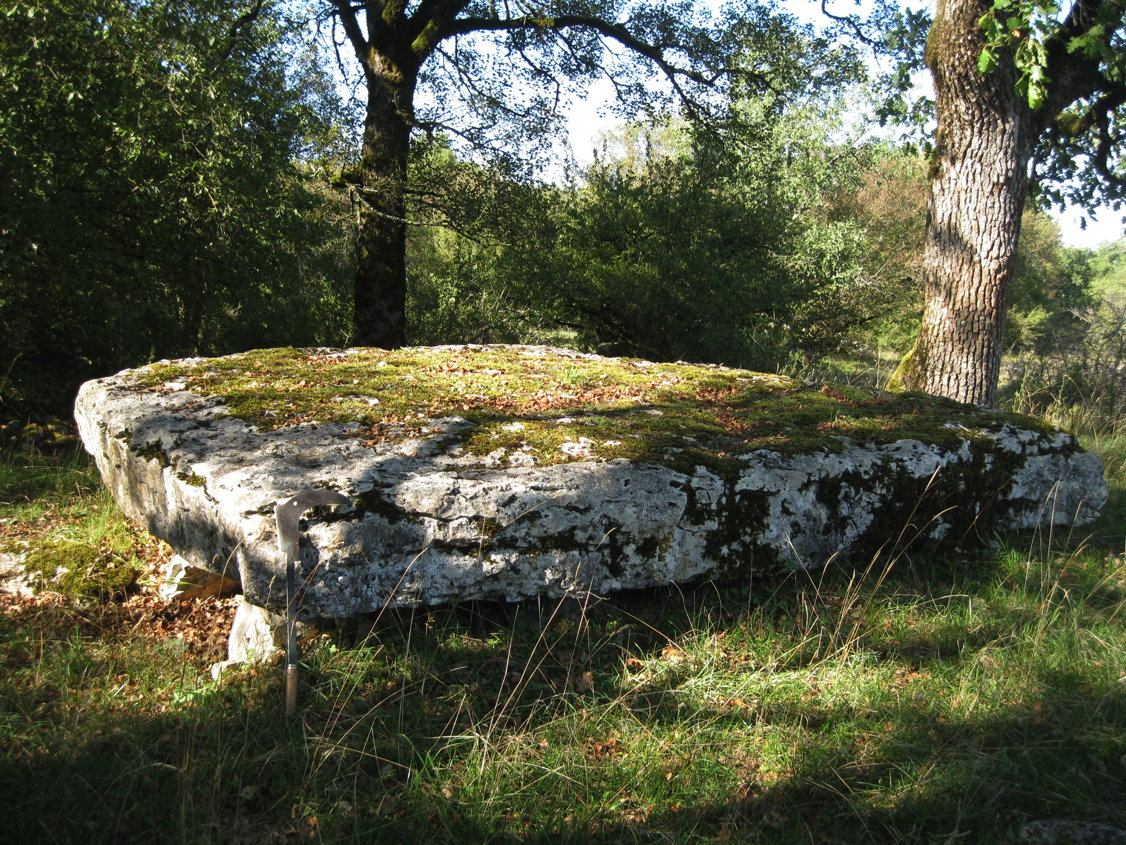
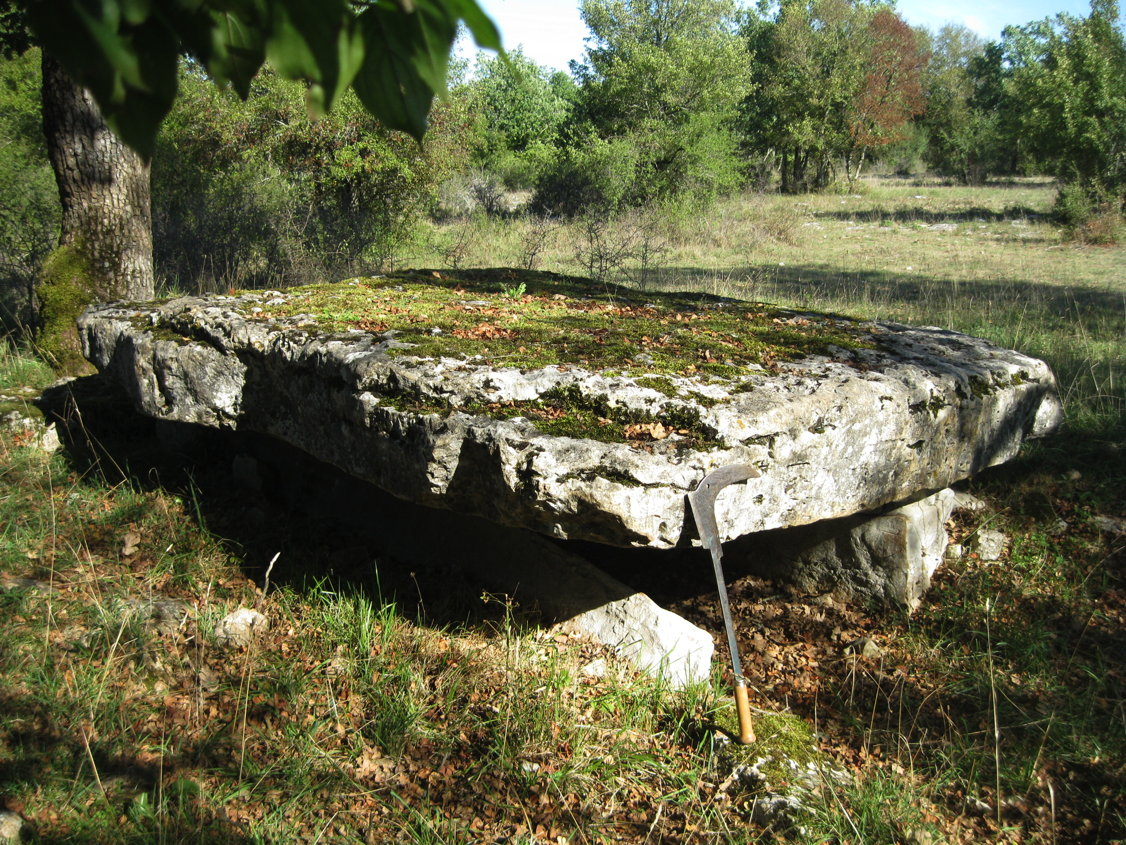
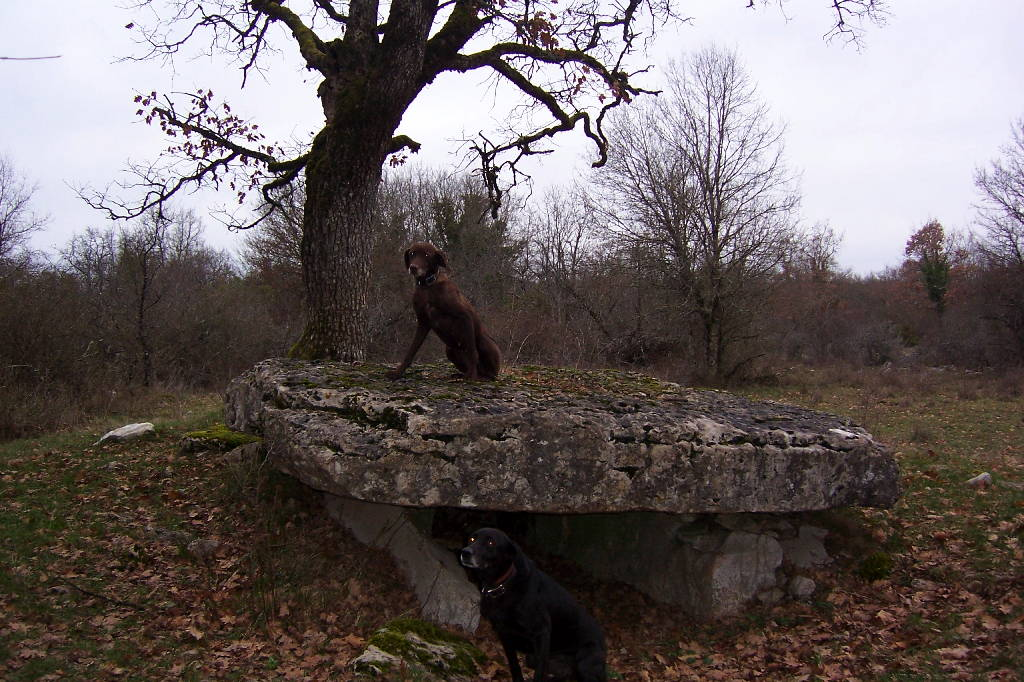

## Table de Roux
Die Table de Roux (auch Pierre de Roux oder Dolmen du Rousse genannt) genannte „rote Dolmen“ ist von gleicher Bauart wie der im Bois des Boeufs, er hat jedoch seinen Hügel durch Erosion völlig eingebüßt. Seine etwa 3,3 Meter lange, 2,5 breite und 0,3 dicke Deckenplatte ruht auf zwei etwa 4,0 m langen Orthostaten.
Lage: 44° 40′ 8″ N, 1° 51′ 28″ O

Table de Roux
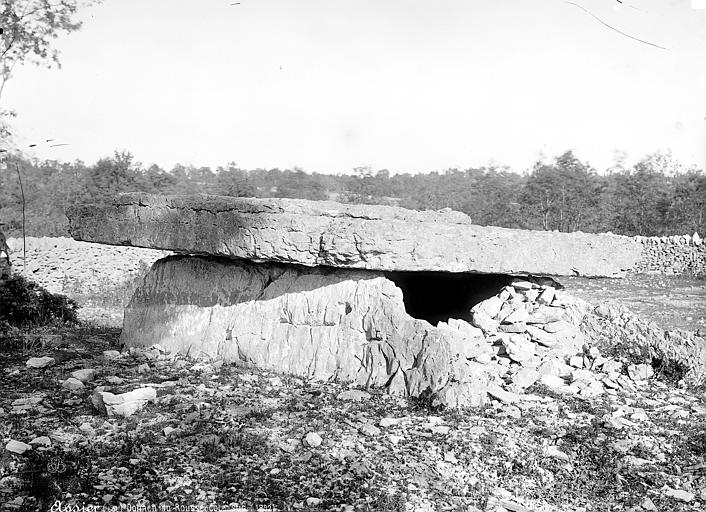
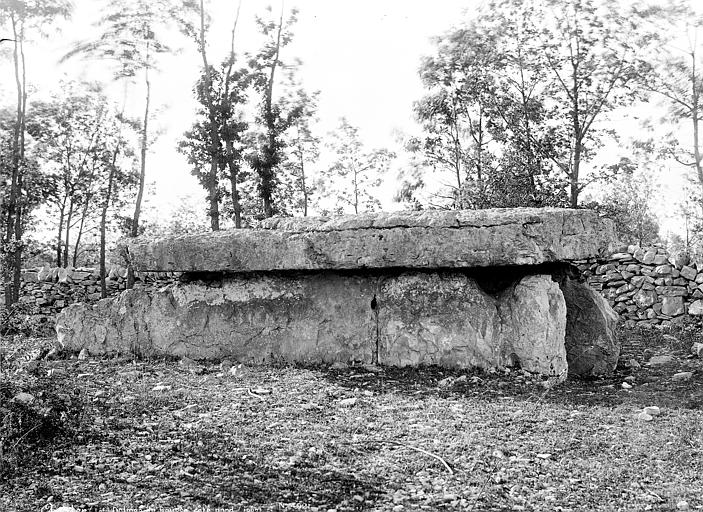
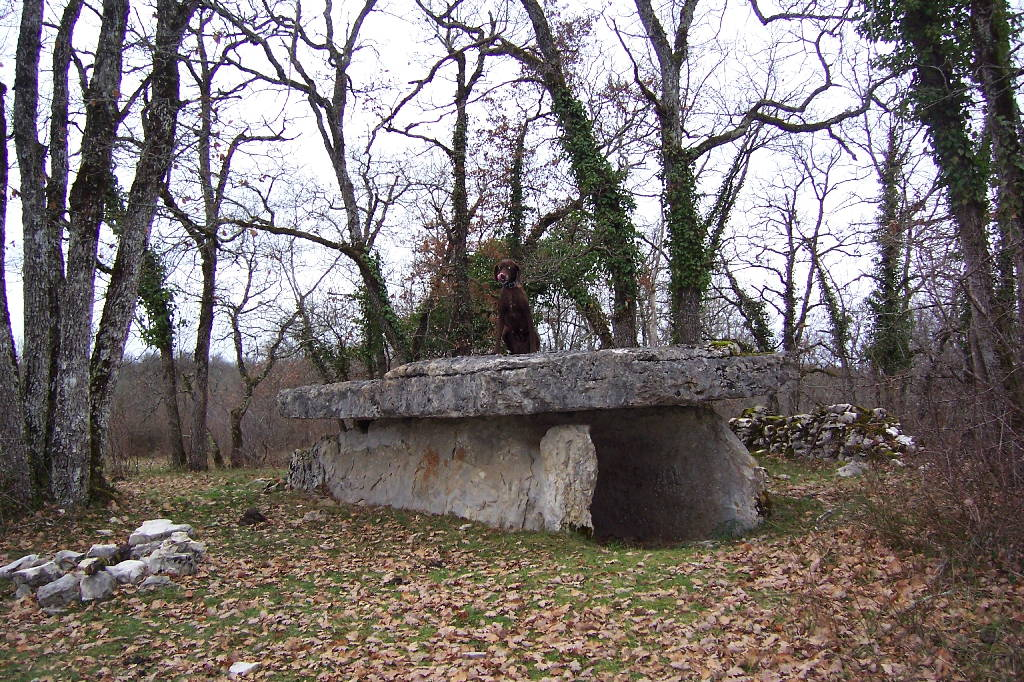

## Dolmen de Garivals
Im Westen des Dorfes Assier liegt der Dolmen de Garivals hinter einer neuzeitlichen Trockenmauer. Die Kammer misst etwa 3,0 m × 1,5 m, und der einzig erhaltene Deckstein von etwa 2,3 m Länge, 2,0 m Breite und 0,3 m Dicke bedeckt nur die Hälfte der Kammer. Er ruht auf zwei Orthostaten von ungleicher Länge 2,9 und 2,3 m. Von seinem Hügel ist viel erhalten.
Lage: 44° 40′ 33″ N, 1° 51′ 16″ O

Dolmen de Garivals
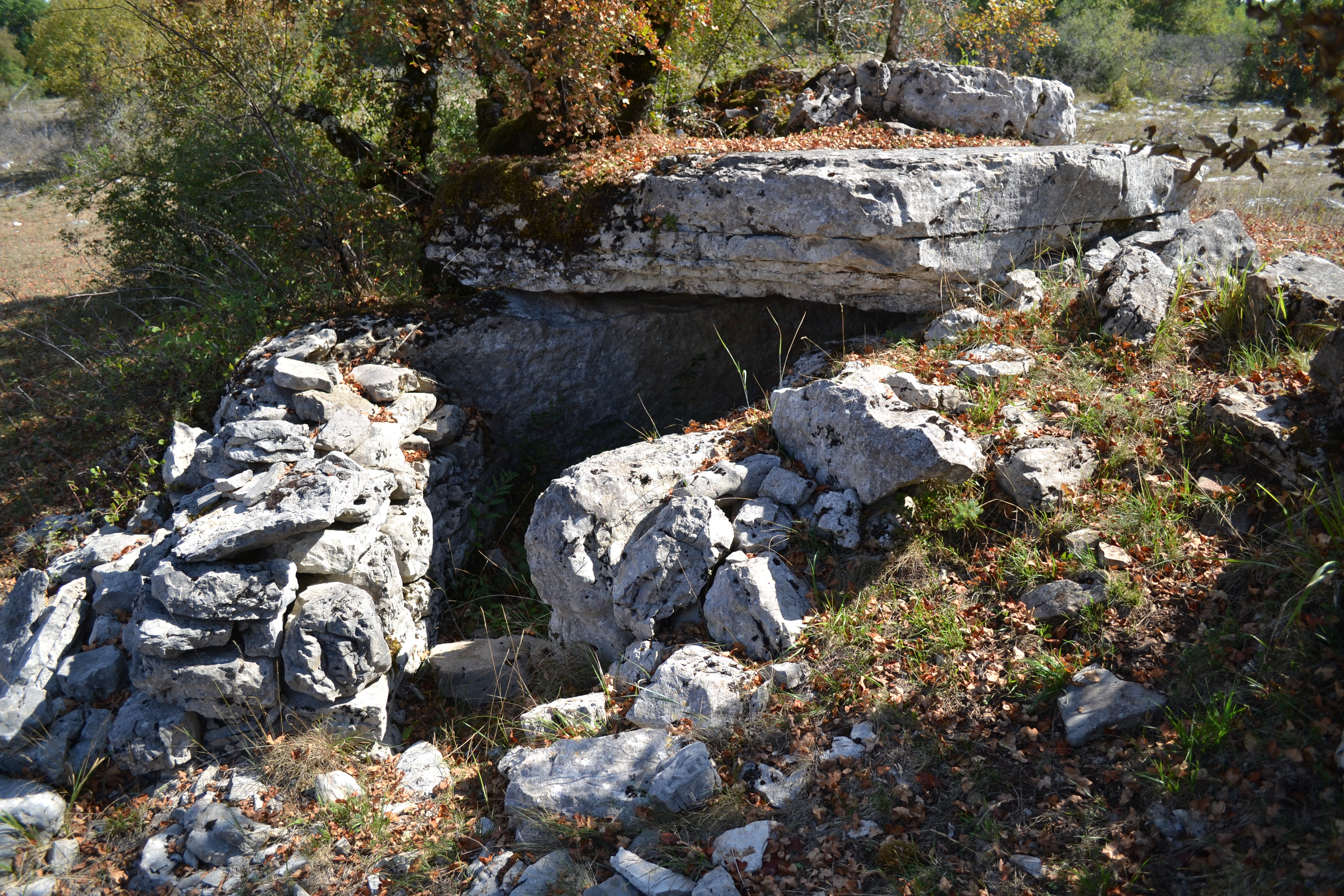
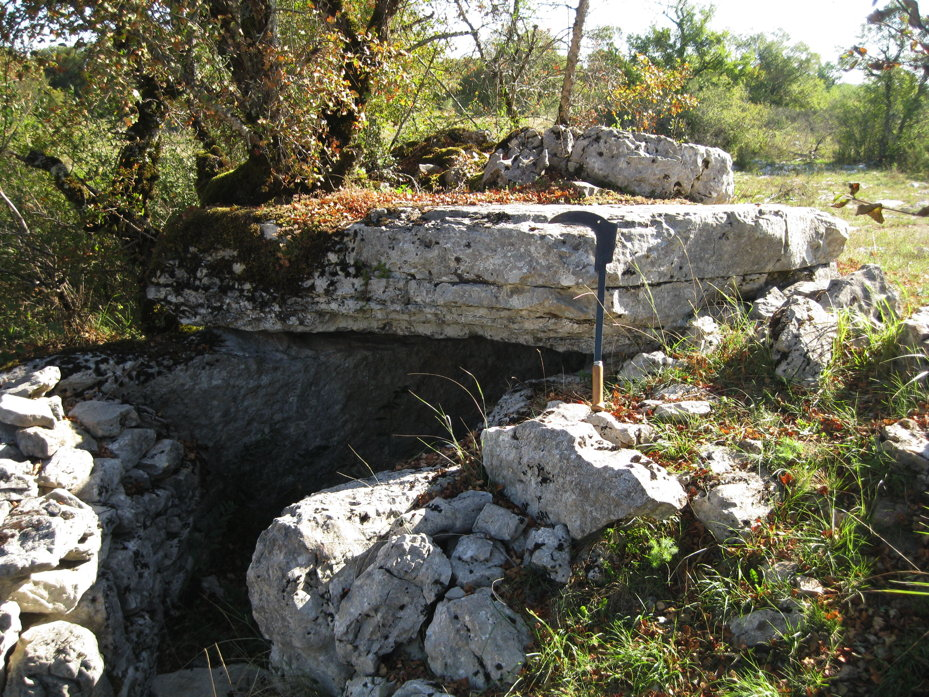
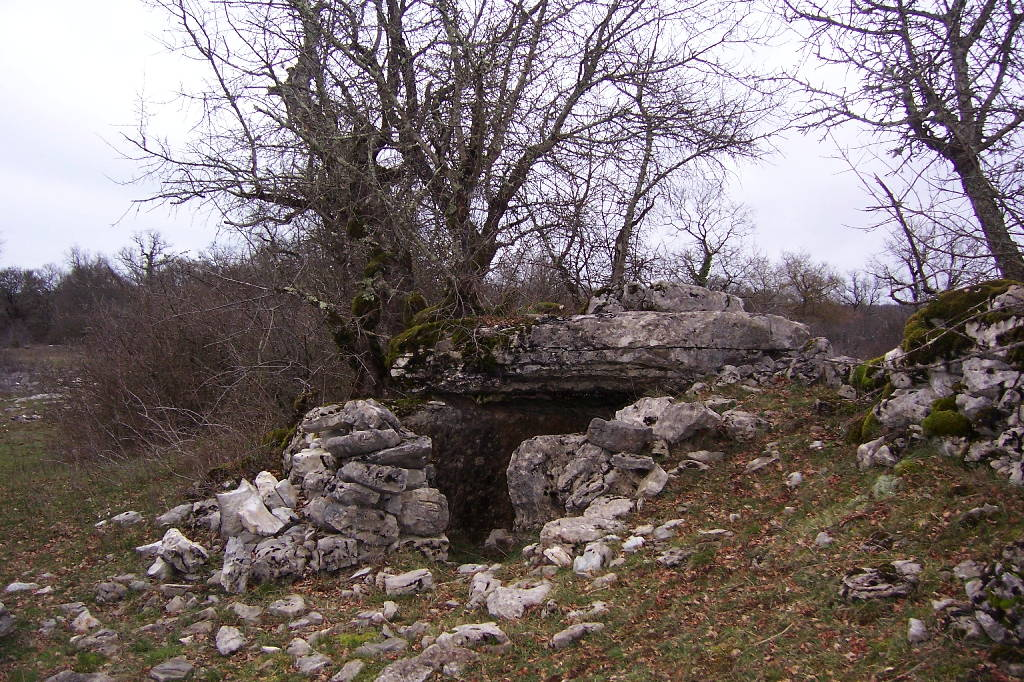

## Champ de Belair 1 – 3
Weitere Dolmen und Menhire liegen nordwestlich des Dorfes, im Ortsteil Mons auf dem "Feld von Belair". Zwei Dolmen sind besser erhalten, aber schwer zu finden.
Lage: 44° 40′ 56″ N, 1° 51′ 20″ O

### Champ de Belair 1 (auch Mons 1)
Ein etwa 4,0 m langer und 2,0 m breiter Deckstein liegt etwa 0,6 m über dem Boden auf einer etwas gestörten Kammer aus einer Mischung von Steinplatten und Trockenmauerwerk.

### Champ de Belair 2 (auch Mons 2)
Der halb im Hügel liegende Dolmen(rest), aus zwei Tragsteinen und einem Deckstein liegt zwischen den Dolmen Mons 1 und Mons 3. Ein an diesem Ort existierender Menhir wurde während des Eisenbahnbaus zerstört. 

### Champ de Belair 3 (auch Mons 3)
Der weitgehend zerstörte Dolmen liegt überwachsen im Gelände.